# Битка код Таласа
Битка код Таласа, битка код реке Талас, или битка код Артлаха (Кинески: 怛羅斯會戰; Арапски: معركة نهر طلاس‎‎) је био војни сукоб између Арапског Абасидског калифата и њиховог савезника Тибетанског царства са једне стране против кинеске династије Танг, којом је у то време владао цар Ксуанзонг. У јулу 751. г. н.е, кинеске снаге династије Танг сусреле су се са Абасидским снагама у долини реке Талас, у намери да се изборе за контролу над облашћу Сир Дарја у централној Азији. Након неколико дана нерешене борбе, снаге династије Танг изгубиле су битку због пребега савезничких номадских снага Каракула на Абасидску страну. Овај пораз означио је крај територијалне експанзије династије Танг на запад, што је за резултат имало муслиманску контролу над Трансоксијаном у наредних четристо година. Контрола ове територије умногоме се исплатила Абасидском калифату јер је кроз њу пролазио пут свиле. Историчари и даље раправљају о томе да ли су кинески војници заробљени после борбе, донели технологију прозводње папира на Блиски исток, одакле се она највероватније проширила у Европу.

## Место битке
Тачно место битке није потврђено али се претпоставља да се она одиграла код Тараза или Таласа на граници данашњег Казахстана и Киргистана. Кинеско име Даулоси (怛羅斯, Талас) је први пут виђен у списима Ксуазинга . Путописац Ду Хуан лоцирао је град западно од од низводног дела реке Чуи.Рат је представљао сукоб између Танг династије и Абасидског калифата у области Трансоксијане.

## Позадина
Још пре почетка саме битке било је и неких других индиректних сусрета учесника у сукоба, док је војна моћ Кине пројектоивана далеко изван сурове климе и сувог, пустог и тешког терена Тарим Башина, од чега су већину чинили делови пустиње Такламакан, још од времена династије Хан када је цар Ву од Хана, послао војну експедицију да се домогне коња што им је успело када су дошли у област Фергана. Тада је 715. Алтур, нови краљ Ферганске долине, доведан на власт уз помоћ Арапа из Омејадског калифата. Свргнути краљ Ихшиид (краљ Фергана) побегао је код Куча (седишта Анкси протектората) и затражио кинеску интервенцију. Кинези су послали 10.000 војника под командом Жанг Ксјаосонга у Ферган. Он је победио од Арапа постављеног Алтура код Намагана и поново довео на власт Ишхида. Као резултат битке дошло је до масакара сегодијанских градова.
До другог сусрета дошло је 717. год.н.е, када су Арапи које је предводио Тургеш почели да опседају два града из области Аксу. Заповедник кинеског Западног протектората за умирење, Танг Јиахуји , одазвао се повевши две војске, једну састављену од Каракулских плаћеника коју је предводио Ашина Ксин (вазал и каган од Онока) и другу састављену од регуларних кинеских Танг трупа које је предводио Јиахуј лично.
Касније током 750. год Абу ел Абас ел Сафах, оснивач Абасидског калифата, подигао је велику побуну (познату као Абасидска револуција) против владајућег Омејадског калифата у провинцији Хорасан. Након убедљиве победе у бици код Заба и уклањања чланова омејадске династије који нису успели да побегну у Ал-Андалуз, Ал Сафах је послао своје снаге да учврсте његов положај у калифату, укључујући и централну Азију, где су се оне сукобиле са многим регионалним силама, укључујући ту и Кину династије Танг.

## Битка
Подаци о бројности снага које су учествовале у бици код Таласа нису познати са великом сигурношћу, међутим постоје различите процене. Абасидска војска (200 000 људи према кинеским проценама, с тим што је овај број вероватно вишеструко преувеличан) која је укључивала контингенте њихових тибетанских савезника, насупрот комбинованим снагама од 10.000 Танг Кинеза и 20.000 Каракулских плаћеника (Арапски списи наводе да су кинеске снаге бројале 100.000 војника што је такође вишеструко преувеличано.)
У току јула 751. год, абасидске снаге су ушле у борбу против снага предвођени од стране Танг Кинеза (удружених снага Танг династије из Кине и Каракулских плаћеника) на обалама реке Талас.
Војска династије Танг доживела је катастрофалан пораз. Династија Танг претрпела је пораз захваљујући дезертерству Каракулских плаћеника и повлачењу својих Ферганских савезника који су иначе од самог почетка подржавали Кинезе. Кракулске снаге које су чиниле две трећине кинеских снага пребегле су на Абасидску страну у току битке, тако да су Каракулске санаге из непосредне близине напале кинеске снаге, док су главне Абасидске снаге извршиле удар спреда, тако да Кинези нису више могли да задрже своје положаје. Заповедник кинеских снага, Гао Ксианжи, схвативши да је пораз неизбежан успео је да побегне са неколицином регуларних војника уз помоћ Ли Сијеа. Од око 10.000 процењених Танг војника, само око 2000 успело је да се врати из Таласа до остатка своје територије у централној Азији. Упркос изгубљеној бици, Ли је наносио тешке губитке приликом свог повлачења арапској војсци која га је прогонила што му је замерено од стране Дуан Ксиушиа. Након пораза у бици, Гао је већ био спреман да окупи нову кинеску војску против Арапа, али је 755. године дошло до изузетно велике Ан Лушанове побуне која га је спречила. Када је Престоница династије Танг била заузета од стране побуњеника, приликом чега је свим кинеским војскама које су се налазиле у Централној Азији наређено да се врате назад у Кину како би угушиле побуну.

## Позадина и историјски значај
Убрзо након битке код Таласа, унутрашња побуна Ана Лушана (755—63) и каснији рат великаша дали су Арапима могућност даљег ширења у Централној Азији јер се утицај Танг династије у региону повукао. Локалне притоке Танга су затим прешле под контролу Абасида, Тибета или Ујгура, те је олакшано ширење ислама међу туркијским народима.
Побуна Ан Лушана, а не пораз у бици код Таласа окончала је присуство Танг династије у Централној Азији и присила их да се повуку из Ксинјианга- Таласа који није био стратешки важан, јер Арапи нису напредовали након битке.
Мањи део Карлука прешао је у ислам након битке. Већина Карлука није прешла у ислам до средине 10. века под Султаном Сатук Бугра Каном када су успоставили Кара-Канидски Каганат. Ово је било дуго након што је династија Танг отишла из Централне Азије.
Абу ал-'Абас ел Сафах, чије су снаге познате Кинезима као Црни Робед Та-Ших, своје богатство је потрошио на ратовање. Умро је 752. године. Његов брат који га је наследио као други Абасидски калиф Абу Џафар ел Мансур (р. 754-775) (А-п'уч'а-фо) помогао је кинеском цару Сузонг Тангу након што је апеловао на помоћ током Ан- Ши устака у његовом повратку контроле над главним градом Чанг'аном од издајничког команданта, Ан Лушана или његових наследника у неуспешној династији Јан. Абу Џафар ел Мансур је одговорио слањем 4.000 људи који су помагали трупама Танг, а у повратку града били су добро награђени од стране кинеског цара. Након што су побуњеници били потиснути, имали су дозволу да се трајно сместе у Кини, а који су помогли у оснивању најстаријих муслиманских заједница у Кини. Неки од њих су се оженили женама из локалног кинеског народа, а њихови потомци су постали рођени муслимани који су задржали своју верску традицију и јединствен начин живота.
Током 760. године масакр великих размера богатих арапских и персијских трговаца догодио се у Кини током Јангжоу масакра(760), који је организован од стране кинеских побуњеника које је предводио Тиан Шенгонг. Године 879. током масакра у Гуангџоу, од 100.000 до 200.000 арапских муслиманских, персијских заратустријанских, јеврејских и хришћанских страних трговаца у Гуангџану које су масакрирали кинески побуњеници под Хуанг Чаом.
Култура Централне Азије, једна мешавина персијског, индијског и кинеског утицаја, нестала је под борбама за моћ која се водила између царстава Арапа, Кинеза, Турака, Тибета и Уигура. Ислам се проширио и постао доминантна културна сила Средње Азије.
Са опадањем централноазијског будизма, кинески будизам је сада био одсечен од индијског будизма и развијао се у независну религију са различитим спиритуалним елементима. У Кини су се појавиле домородачке будистичке традиције попут чистог земљишног будизма и Зена. Кина је постала центар источноазијског будизма, пратећи кинески будистички канон, пошто се будизам ширио у Јапан и Кореју из Кине.
Међу најранијим историчарима који су истакли важност ове битке био је велики руски историчар муслиманске централне Азије, Василиј Бартолд, 20. века, према којем "ранији арапски историчари, окупирани наративом догађаја који се догађају у западној Азији, не спомињу ову битку, али да је несумњиво од велике важности за историју (западног) Туркестана јер је одредила питање које од две цивилизације, кинеска или муслиманска, треба да преовлађују у земљи ( Туркестан) ".
Губитак 8.000 војника царске војске може се упоредити са снагом трупа од преко 500.000 пре Аншијске побуне. Према Бартолду, у историји прва три века ислама, ел Табари је био главни извор (преживео је у компилацији Ибн ал Атхира), који је оборен са власти 915. (на жалост, овај важан рад је само сакупила и објавила група оријенталиста 1901. ) Само у Атхир-у налазимо тачан приказ конфликта између Арапа и Кинеза 751. године. Ни Табари, ни рани историјски радови Арапа који су нама доступни уопште не помињу ово; међутим, Атхирову изјаву у потпуности потврђује кинеска Историја династије Танг. Сви арапски извори, веома се кратко баве догађајима који су се одиграли у источним деловима царства. Још један значајан извор о борби на страни муслимана био је Ал-Дахаби (1274—1348).
Битка код Таласа није означила крај будизма или кинеског утицаја у региону. Будистички Кара-Китан Каганат победио је муслиманске Турке Селџуке и муслиманске Кара-Канид Турке у бици код Катвана 1141. године, освајајући велики део Средње Азије од муслиманског Карлук Кара-Канид Каганата у 12. веку. Кара-хитанци су такође обновили кинески систем царске владе, с обзиром да је Кина и даље уживала велико поштовање у региону чак и муслиманског становништва, и Кара-Китанаца који су користили кинески језик као свој главни и званични језик. Кара-Китан владари називали су "кинески" муслимани.
Професор Денис Синор је рекао да је то било мешање у унутрашње послове западно-турског каганата који је окончао кинеску надмоћ у Централној Азији, пошто је уништавање Западног Каганата ослободило муслимане свог највећег противника, а да то није била Битка за Таласе којом је окончано присуство Кине.
Касније током владавине Абасидског калифа Харуна Ел Рашида, Арапи су прекинули савез са Тибетским царством, и успоставили су савез са Кином пошто су послали посланике у Кину 789.

## Производња папира
Битка код Таласа је била кључни догађај у историји папира - технолошки пренос процеса израде папира. Након битке код Таласа, тврди се да су познатим кинеским ратним заробљеницима наредили производњу папира у Самарканду. Исламско освајање Централне Азије крајем седмог и почетком осмог века открило је ово знање по први пут ономе што је касније постаоло познато као муслимански свет, па је до 794. године производња папира могла да биуде представљена у Багдаду, данашњем Ираку. Тако је технологија производње папира пренета у исламски свет, а касније одатле и на европски запад. Производња папира била је државна тајна, а само неколико подручја и будистички монаси познавало је ову технологију. Наравно, папир је транспортован на велике удаљеностима као луксузни кинески производ, њиме се самим тим и трговало, налаз папира на више места доказ је његове употребе, али не нужно и његове производње.

## Геополитичке последице
Осим преноса папира, нема доказа који би подржали геополитичке или демографске промене настале из ове битке. Заправо, чини се да је утицај Танга на Централну Азију чак и ојачао након 751. године, а да је 755, и да је моћ Танга у Централној Азији била у зениту. Неколико фактора након битке забележено је пре 751. године. Прво, Карлуци никада ни у једном смислу нису остали против Кинеза након битке. Године 753, Карлуци Иабгу Дунпијиа ставили су се под колону Ченг Кианлиа и ухватили А-Бусија, издајника кинеског шефа плаћеника Тонглуа (Тиеле) (који је раније побеђен 743), и који је 22. октобра одуђен . Кинески муслимански историчар Баи Шоуји написао је да је, у исто време када се одржала битка код Таласа, Танг династија такође послала војску из града Шибао у Кингхаи у Сујабу и консолидовала кинеску контролу над Тургешом. Кинеска експанзија у средњој Азији није престала после битке; кинески командант Фенг Чангкинг, који је преузео позицију од Гао Ксианзија преко Ванг Зенгјиана, практично је прошао кроз регион Кашмира и две године касније на кратко освојио и држао Гилгиту. Чак и Ташкент је поново успоставио свој вазал статус у 753, када је Танг додељивао титулу његовом владару владару. Кинески утицај западно од планина Памир засигурно није престао као резултат битке; Централно-азијске државе под муслиманском контролом, као што је Самарканд, наставиле су да захтевају помоћ од династије Танг против Арапа упркос бици код Таласа, па самим тим и 754. године, свих девет краљевина Западног Туркестана поново су упутила петиције Танг династији за напад на Арапе, а Танг династија је наставила да одбацује такве захтеве као што је то чинила деценијама раније. Фергана, која је раније учествовала у бици, заправо се придружила и нашла међу помоћницима из средње Азије и са кинеском војском на њен позив ушла Гуансу током побуне Лушан-а у 756. години. Баи је такође напоменуо да ни односи између Кинеза и Арапа нису погоршани, јер су Абасиди, као и њихови претходници (од 652. године), наставили да непрекидно шаљу амбасаде у Кину након битке. Такве посете су за учинак имале то да је дошло до размене дарова на дипломатском нивоу дарова између њух 752 и 798. године. Познато је да нису сва турска племена из региона прешла у ислам након битке - време њихове масовно преласка у ислам било је много касније, а догодило се у 10. веку под Мусом.